# Hygropoda borbonica
Hygropoda borbonica är en spindelart som först beskrevs av Vinson 1863.  Hygropoda borbonica ingår i släktet Hygropoda och familjen vårdnätsspindlar.
Artens utbredningsområde är Réunion. Inga underarter finns listade i Catalogue of Life.